# Barrages des éliminatoires du Championnat d'Europe de football 2024
 (novembre 2023).
Navigation
Barrages Euro 2020
Les matches de barrages des éliminatoires de l'Euro 2024 doivent désigner les trois dernières nations 
qui participeront à l'Euro 2024 parmi 12 équipes qui n'ont pu se qualifier directement lors des éliminatoires.

## Format
Les 12 équipes sont sélectionnées grâce à leurs performances lors de la Ligue des nations de l'UEFA 2022-2023. Ces équipes sont réparties en 3 voies, chacune consistant en un groupe de 4 équipes. Une équipe par voie se qualifie pour le tournoi final.
En principe chaque ligue (à l'exception de la Ligue D) dispose de sa propre voie de barrages, à la condition que 4 équipes au minimum ne soient pas déjà qualifiées par la voie normale des éliminatoires. Chaque vainqueur de groupe de Ligue des nations a sa place garantie dans la voie de barrage de la ligue correspondante. Si un vainqueur de groupe est déjà qualifié pour le tournoi final via les éliminatoires, sa place est attribuée au mieux classé de sa ligue qui n'est pas qualifié. De plus, les vainqueurs de groupe ne peuvent pas affronter des équipes provenant d'une ligue supérieure.
Le tirage au sort de l'Euro 2024 a lieu le 2 décembre 2023, avant que les barrages soient joués.

### Sélection des équipes
Se basant sur le classement de la Ligue des Nations, les 12 équipes participantes aux barrages sont sélectionnées selon les conditions suivantes, en allant de la Ligue C à la Ligue A :
- Tous les vainqueurs de groupes seront sélectionnés.
- Si un vainqueur de groupe s'est déjà qualifié via les éliminatoires, il sera remplacé par l'équipe la mieux classée, provenant de la même ligue, qui ne s'est pas encore qualifiée.
- Si moins de quatre équipes d'une ligue ne se sont pas qualifiées, une place est attribuée d'office à l'équipe ayant terminée meilleur premier de groupe de ligue D puis, les places restantes seront attribuées grâce au classement général :
  - Si la ligue a un vainqueur de groupe sélectionné pour les barrages, la prochaine équipe dans le classement général provenant d'une ligue inférieure sera sélectionnée.
  - Sinon, la meilleure équipe dans le classement général sera sélectionnée.

Ont ainsi obtenu leur place de barragiste grâce à leur classement dans la Ligue des Nations :
- A) la Pologne et le Pays de Galles, les deux seules équipes de Ligue A qui ne se sont pas qualifiées directement ;
- B) Israël et la Bosnie-Herzégovine, qui ont une place garantie en tant que vainqueur de groupe en Ligue B, ainsi que les trois seules autres équipes de Ligue B qui ne se sont pas qualifiées (la Finlande, l'Ukraine et l'Islande) ;
- C) la Géorgie, la Grèce et le Kazakhstan, qui ont une place garantie en tant que vainqueur de groupe en Ligue C, ainsi que le Luxembourg, l'autre équipe de Ligue C non-qualifiée la mieux classée de la Ligue des Nations ;
- D) l'Estonie, qui a une place garantie en tant que meilleur vainqueur de groupe en Ligue D en raison de la présence de moins de quatre équipes de Ligue A en barrages.

### Formation des voies
Les 12 équipes sélectionnées sont ensuite placées dans les 3 voies. Un tirage au sort décide éventuellement de placer les équipes dans les différentes voies, en respectant les conditions suivantes :
- Les vainqueurs de groupe ne peuvent pas affronter une équipe d'une ligue supérieure.
- Si au moins 4 équipes d'une ligue participent aux barrages, une voie avec 4 équipes de cette ligue doit être formée.
- D'autres conditions peuvent s'appliquer, comme les principes du tirage au sort ou la possibilité pour les pays hôtes d'être placés dans des voies différentes.

Avec ces conditions, la procédure de tirage au sort est la suivante, en commençant par la Ligue C jusqu'à la Ligue A :
- Former une voie avec 4 équipes de la même ligue.
- Si plus de 4 équipes qualifiées dans une ligue donnée, seront tirées au sort les équipes qui participeront aux barrages de cette voie.
- Les équipes restantes sont tirées au sort dans une voie d'une ligue supérieure.
- Si aucune équipe de la Ligue A n'est disponible (si elles se sont toutes qualifiées via les éliminatoires), cette procédure résultera en 4 équipes de ligues inférieures dans la voie de la Ligue A.

### Confrontations et règles
Les barrages ont lieu au printemps 2024. Chaque voie de Ligue (A, B, C) dispose de son groupe de barrages à 4 équipes, au sein duquel les rencontres sont à élimination directe (avec «demi-finales» et «finale») sur un match. En cas d'égalité à la fin du temps réglementaire, 30 minutes de prolongation sont jouées où chaque équipe a le droit de faire un quatrième remplacement de joueur. Si l'égalité persiste, une séance de tirs au but permet de départager les équipes. Basé sur le classement de la Ligue des Nations, l'équipe la mieux classée reçoit l'équipe classée quatrième, et le second reçoit le troisième.
Résultats en éliminatoires des équipes suivant le tableau de la Ligue des nations 2023
- V : Vainqueur de groupe de la Ligue des Nations
- H : Pays hôte de l'Euro 2024
- Sélection qualifiée
- Sélection barragiste
- Sélection éliminée

| Ligue A | Ligue A        |
| Rang    | Nation         |
| ------- | -------------- |
| 1er     | Espagne V      |
| 2e      | Croatie V      |
| 3e      | Italie V       |
| 4e      | Pays-Bas V     |
| 5e      | Danemark       |
| 6e      | Portugal       |
| 7e      | Belgique       |
| 8e      | Hongrie        |
| 9e      | Suisse         |
| 10e     | Allemagne H    |
| 11e     | Pologne        |
| 12e     | France         |
| 13e     | Autriche       |
| 14e     | Tchéquie       |
| 15e     | Angleterre     |
| 16e     | Pays de Galles |

| Ligue B | Ligue B              |
| Rang    | Nation               |
| ------- | -------------------- |
| 17e     | Israël V             |
| 18e     | Bosnie-Herzégovine V |
| 19e     | Serbie V             |
| 20e     | Écosse V             |
| 21e     | Finlande             |
| 22e     | Ukraine              |
| 23e     | Islande              |
| 24e     | Norvège              |
| 25e     | Slovénie             |
| 26e     | République d'Irlande |
| 27e     | Albanie              |
| 28e     | Monténégro           |
| 29e     | Roumanie             |
| 30e     | Suède                |
| 31e     | Arménie              |
| 32e     | Russie,              |

| Ligue C | Ligue C           |
| Rang    | Nation            |
| ------- | ----------------- |
| 33e     | Géorgie V         |
| 34e     | Grèce V           |
| 35e     | Turquie V         |
| 36e     | Kazakhstan V      |
| 37e     | Luxembourg        |
| 38e     | Azerbaïdjan       |
| 39e     | Kosovo            |
| 40e     | Bulgarie          |
| 41e     | Îles Féroé        |
| 42e     | Macédoine du Nord |
| 43e     | Slovaquie         |
| 44e     | Irlande du Nord   |
| 45e     | Chypre            |
| 46e     | Biélorussie       |
| 47e     | Lituanie          |
| 48e     | Gibraltar         |

| Ligue D | Ligue D       |
| Rang    | Nation        |
| ------- | ------------- |
| 49e     | Estonie V     |
| 50e     | Lettonie V    |
| 51e     | Moldavie      |
| 52e     | Malte         |
| 53e     | Andorre       |
| 54e     | Saint-Marin   |
| 55e     | Liechtenstein |

## Tirage au sort
Le tirage au sort des barrages a lieu le 23 novembre 2023, afin de placer dans la voie de la Ligue A (qui compte 2 représentants de Ligue A + l'Estonie représentant de Ligue D) 1 des 3 barragistes non-vainqueurs de groupe de la Ligue B (Finlande, Ukraine, Islande).
Les hôtes des « finales » de chaque voie sont également tirés au sort parmi les deux « demi-finales »
| Ligue A | Ligue A        |
| Rang    | Équipes        |
| ------- | -------------- |
| 1       | Pologne        |
| 2       | Pays de Galles |
| 3       | Finlande       |
| 4       | Estonie        |

| Ligue B | Ligue B            |
| Rang    | Équipes            |
| ------- | ------------------ |
| 1       | Israël             |
| 2       | Bosnie-Herzégovine |
| 3       | Ukraine            |
| 4       | Islande            |

| Ligue C | Ligue C    |
| Rang    | Équipes    |
| ------- | ---------- |
| 1       | Géorgie    |
| 2       | Grèce      |
| 3       | Kazakhstan |
| 4       | Luxembourg |

| Ligue A | Ligue A        |
| Rang    | Équipes        |
| ------- | -------------- |
| 1       | Pologne        |
| 2       | Pays de Galles |
| 3       | Finlande       |
| 4       | Estonie        |

| Ligue B | Ligue B            |
| Rang    | Équipes            |
| ------- | ------------------ |
| 1       | Israël             |
| 2       | Bosnie-Herzégovine |
| 3       | Ukraine            |
| 4       | Islande            |

| Ligue C | Ligue C    |
| Rang    | Équipes    |
| ------- | ---------- |
| 1       | Géorgie    |
| 2       | Grèce      |
| 3       | Kazakhstan |
| 4       | Luxembourg |

### Groupes
Note : Dans le tableau de chaque groupe (ou voie) ci-dessous, l'équipe jouant à domicile est affichée en premier

#### Voie de la Ligue A
|  | Demi-finales            | Demi-finales           | Demi-finales           | Demi-finales           |                |                | Finale                 | Finale                 | Finale                 | Finale                 |
|  |                         |                        |                        |                        |                |                |                        |                        |                        |                        |
|  | 21 mars 2024 - Cardiff  | 21 mars 2024 - Cardiff | 21 mars 2024 - Cardiff | 21 mars 2024 - Cardiff |                |                | 26 mars 2024 - Cardiff | 26 mars 2024 - Cardiff | 26 mars 2024 - Cardiff | 26 mars 2024 - Cardiff |
|  | Pays de Galles          | Pays de Galles         | 4                      | 4                      |                |                | 26 mars 2024 - Cardiff | 26 mars 2024 - Cardiff | 26 mars 2024 - Cardiff | 26 mars 2024 - Cardiff |
|  | Pays de Galles          | Pays de Galles         | 4                      | 4                      |                |                | 26 mars 2024 - Cardiff | 26 mars 2024 - Cardiff | 26 mars 2024 - Cardiff | 26 mars 2024 - Cardiff |
|  | Finlande                | Finlande               | 1                      | 1                      |                |                | 26 mars 2024 - Cardiff | 26 mars 2024 - Cardiff | 26 mars 2024 - Cardiff | 26 mars 2024 - Cardiff |
|  | Finlande                | Finlande               | 1                      | 1                      | Pays de Galles | Pays de Galles | 0tab (4)               | 0tab (4)               |                        |                        |
|  | 21 mars 2024 - Varsovie |                        |                        |                        | Pays de Galles | Pays de Galles | 0tab (4)               | 0tab (4)               |                        |                        |
|  |                         |                        | Pologne                | Pologne                | 0ap (5)        | 0ap (5)        |                        |                        |                        |                        |
|  | Pologne                 | Pologne                | Pologne                | Pologne                | 0ap (5)        | 0ap (5)        | 5                      | 5                      |                        |                        |
|  | Pologne                 | Pologne                |                        |                        |                |                |                        | 5                      |                        |                        |
|  | Estonie                 | Estonie                | 1                      | 1                      |                |                |                        |                        |                        |                        |
|  | Estonie                 | Estonie                | 1                      | 1                      |                |                |                        |                        |                        |                        |

##### Demi-finales
| 21 mars 2024 | Pays de Galles                                                            | 4 - 1   | Finlande                         | Cardiff City Stadium, Cardiff |                           |
| 20h45        | Brooks 3e · ( Wilson) Williams 38e · ( Brooks) Johnson 47e · D. James 86e | (2 - 1) | 45e Pukki (Pohjanpalo )          | Arbitrage : István Kovács     | Arbitrage : István Kovács |
| 20h45        | J. James 54e · Wilson 65e · Mepham 74e · Moore 90+5e                      | Rapport | 22e Lod · 50e Tenho · 68e Håkans | Arbitrage : István Kovács     | Arbitrage : István Kovács |

| 21 mars 2024 | Pologne | 5 - 1   | Estonie               | Stade national, Varsovie  |                           |
| 20h45        | ( Piotrowski) Frankowski 22e · ( Zalewski) Zielinski 50e · ( Lewandowski) Piotrowski 70e · Mets 73e (csc) · Szymański 77e | (1 - 0) | 78e Vetkal (Soomets ) | Arbitrage : Slavko Vinčić | Arbitrage : Slavko Vinčić |
| 20h45        | Puchacz 60e | Rapport | 15e, 27e Paskotši     | Arbitrage : Slavko Vinčić | Arbitrage : Slavko Vinčić |

##### Finale
| 26 mars 2024 | Pays de Galles                                   | 0 - 0 ap          | Pologne                                                     | Cardiff City Stadium, Cardiff                   |                                                 |
| 20h45        |                                                  |                   |                                                             | Spectateurs : 31 876 Arbitrage : Daniele Orsato | Spectateurs : 31 876 Arbitrage : Daniele Orsato |
| 20h45        | Rapport                                          |                   |                                                             | Spectateurs : 31 876 Arbitrage : Daniele Orsato | Spectateurs : 31 876 Arbitrage : Daniele Orsato |
| 20h45        | B. Davies · Moore · Wilson · Williams · D. James | Tirs au but 4 - 5 | Lewandowski · S. Szymański · Frankowski · Zalewski · Piątek | Spectateurs : 31 876 Arbitrage : Daniele Orsato | Spectateurs : 31 876 Arbitrage : Daniele Orsato |

#### Voie de la Ligue B
|  | Demi-finales            | Demi-finales          | Demi-finales          | Demi-finales          |         |         | Finale                 | Finale                 | Finale                 | Finale                 |
|  |                         |                       |                       |                       |         |         |                        |                        |                        |                        |
|  | 21 mars 2024 - Zenica   | 21 mars 2024 - Zenica | 21 mars 2024 - Zenica | 21 mars 2024 - Zenica |         |         | 26 mars 2024 - Wrocław | 26 mars 2024 - Wrocław | 26 mars 2024 - Wrocław | 26 mars 2024 - Wrocław |
|  | Bosnie-Herzégovine      | Bosnie-Herzégovine    | 1                     | 1                     |         |         | 26 mars 2024 - Wrocław | 26 mars 2024 - Wrocław | 26 mars 2024 - Wrocław | 26 mars 2024 - Wrocław |
|  | Bosnie-Herzégovine      | Bosnie-Herzégovine    | 1                     | 1                     |         |         | 26 mars 2024 - Wrocław | 26 mars 2024 - Wrocław | 26 mars 2024 - Wrocław | 26 mars 2024 - Wrocław |
|  | Ukraine                 | Ukraine               | 2                     | 2                     |         |         | 26 mars 2024 - Wrocław | 26 mars 2024 - Wrocław | 26 mars 2024 - Wrocław | 26 mars 2024 - Wrocław |
|  | Ukraine                 | Ukraine               | 2                     | 2                     | Ukraine | Ukraine | 2                      | 2                      |                        |                        |
|  | 21 mars 2024 - Budapest |                       |                       |                       | Ukraine | Ukraine | 2                      | 2                      |                        |                        |
|  |                         |                       | Islande               | Islande               | 1       | 1       |                        |                        |                        |                        |
|  | Israël                  | Israël                | Islande               | Islande               | 1       | 1       | 1                      | 1                      |                        |                        |
|  | Israël                  | Israël                |                       |                       |         |         |                        | 1                      |                        |                        |
|  | Islande                 | Islande               | 4                     | 4                     |         |         |                        |                        |                        |                        |
|  | Islande                 | Islande               | 4                     | 4                     |         |         |                        |                        |                        |                        |

##### Demi-finales
| 21 mars 2024 | Bosnie-Herzégovine                                                 | 1 - 2   | Ukraine                                                 | Stade Bilino-Polje, Zenica                    |                                               |
| 20h45        | Matvienko 56e (csc)                                                | (0 - 0) | 85e Iaremtchouk (Konoplia ) · 88e Dovbyk (Iaremtchouk ) | Spectateurs : 10 992 Arbitrage : Felix Zwayer | Spectateurs : 10 992 Arbitrage : Felix Zwayer |
| 20h45        | Kolašinac 9e · Gazibegović 26e · Ahmedhodžić 79e · Kovačević 90+4e | Rapport | 16e Matvienko · 58e Konoplia · 90+1e Iaremtchouk        | Spectateurs : 10 992 Arbitrage : Felix Zwayer | Spectateurs : 10 992 Arbitrage : Felix Zwayer |

| 21 mars 2024 | Israël                  | 1 - 4   | Islande                                                                             | Stade Ferenc-Szusza, Budapest ( Hongrie) |                            |
| 20h45        | Zahavi 31e (pen.)       | (1 - 2) | 39e Guðmundsson · 42e Traustason · 83e Guðmundsson (Jóhannesson ) · 87e Guðmundsson | Arbitrage : Anthony Taylor               | Arbitrage : Anthony Taylor |
| 20h45        | Revivo 73e · Zahavi 73e | Rapport |                                                                                     | Arbitrage : Anthony Taylor               | Arbitrage : Anthony Taylor |

##### Finale
| 26 mars 2024 | Ukraine                     | 2 - 1   | Islande         | Stade municipal, Wrocław ( Pologne)             |                                                 |
| 20h45        | Tsyhankov 54e · Moudryk 84e | (0 - 1) | 30e Guðmundsson | Spectateurs : 29 310 Arbitrage : Clément Turpin | Spectateurs : 29 310 Arbitrage : Clément Turpin |
| 20h45        | Rapport                     |         |                 | Spectateurs : 29 310 Arbitrage : Clément Turpin | Spectateurs : 29 310 Arbitrage : Clément Turpin |

#### Voie de la Ligue C
|  | Demi-finales            | Demi-finales            | Demi-finales            | Demi-finales            |          |          | Finale                  | Finale                  | Finale                  | Finale                  |
|  |                         |                         |                         |                         |          |          |                         |                         |                         |                         |
|  | 21 mars 2024 - Tbilissi | 21 mars 2024 - Tbilissi | 21 mars 2024 - Tbilissi | 21 mars 2024 - Tbilissi |          |          | 26 mars 2024 - Tbilissi | 26 mars 2024 - Tbilissi | 26 mars 2024 - Tbilissi | 26 mars 2024 - Tbilissi |
|  | Géorgie                 | Géorgie                 | 2                       | 2                       |          |          | 26 mars 2024 - Tbilissi | 26 mars 2024 - Tbilissi | 26 mars 2024 - Tbilissi | 26 mars 2024 - Tbilissi |
|  | Géorgie                 | Géorgie                 | 2                       | 2                       |          |          | 26 mars 2024 - Tbilissi | 26 mars 2024 - Tbilissi | 26 mars 2024 - Tbilissi | 26 mars 2024 - Tbilissi |
|  | Luxembourg              | Luxembourg              | 0                       | 0                       |          |          | 26 mars 2024 - Tbilissi | 26 mars 2024 - Tbilissi | 26 mars 2024 - Tbilissi | 26 mars 2024 - Tbilissi |
|  | Luxembourg              | Luxembourg              | 0                       | 0                       | Géorgie  | Géorgie  | 0ap (4)                 | 0ap (4)                 |                         |                         |
|  | 21 mars 2024 - Athènes  |                         |                         |                         | Géorgie  | Géorgie  | 0ap (4)                 | 0ap (4)                 |                         |                         |
|  |                         |                         | Grèce                   | Grèce                   | 0tab (2) | 0tab (2) |                         |                         |                         |                         |
|  | Grèce                   | Grèce                   | Grèce                   | Grèce                   | 0tab (2) | 0tab (2) | 5                       | 5                       |                         |                         |
|  | Grèce                   | Grèce                   |                         |                         |          |          |                         | 5                       |                         |                         |
|  | Kazakhstan              | Kazakhstan              | 0                       | 0                       |          |          |                         |                         |                         |                         |
|  | Kazakhstan              | Kazakhstan              | 0                       | 0                       |          |          |                         |                         |                         |                         |

##### Demi-finales
| 21 mars 2024 | Géorgie                                                       | 2 - 0   | Luxembourg                                                                                  | Stade Boris-Paichadze, Tbilissi         |                                         |
| 18h00        | Zivzivadze 40e · ( Shengelia) Zivzivadze 63e                  | (1 - 0) |                                                                                             | Arbitrage : José María Sánchez Martínez | Arbitrage : José María Sánchez Martínez |
| 18h00        | Zivzivadze 21e · Kvekveskiri 78e · Kankava 87e · Kashia 90+2e | Rapport | 24e Pinto · 54e Rodrigues · 56e Chanot · 66e Barreiro · 87e Martins Pereira · 90+2e Bohnert | Arbitrage : José María Sánchez Martínez | Arbitrage : José María Sánchez Martínez |

| 21 mars 2024 | Grèce | 5 - 0   | Kazakhstan                                                 | Stade Agiá Sofiá, Athènes  |                            |
| 20h45        | Bakasétas 9e (pen.) · ( Masoúras) Pélkas 15e · ( Masoúras) Ioannídis 37e · ( Tsimíkas) Kourbélis 40e · Tapalov 85e (csc) | (4 - 0) |                                                            | Arbitrage : Danny Makkelie | Arbitrage : Danny Makkelie |
| 20h45        | Chatzidiákos 30e | Rapport | 17e Vorogovski · 54e Sadybekov · 67e Orazov · 68e Ierlanov | Arbitrage : Danny Makkelie | Arbitrage : Danny Makkelie |

##### Finale
| 26 mars 2024 | Géorgie                                                         | 0 - 0 ap              | Grèce                                                                             | Stade Boris-Paichadze, Tbilissi                   |                                                   |
| 18h00        |                                                                 | (0 - 0, 0 - 0, 0 - 0) |                                                                                   | Spectateurs : 44 000 Arbitrage : Szymon Marciniak | Spectateurs : 44 000 Arbitrage : Szymon Marciniak |
| 18h00        | Zivzivadze 42e · Loria 45+3e · Kvirkvelia 50e                   | Rapport               | 6e Baldock · 35e Chatzidiákos · 44e Mavropános · 90e Konstantélias · 90+3e Róta · | Spectateurs : 44 000 Arbitrage : Szymon Marciniak | Spectateurs : 44 000 Arbitrage : Szymon Marciniak |
| 18h00        | Kochorashvili · Davitashvili · Mikautadze · Dvali · Kvekveskiri | Tirs au but 4 - 2     | Bakasétas · Masoúras · Bouchalákis · Giakoumákis                                  | Spectateurs : 44 000 Arbitrage : Szymon Marciniak | Spectateurs : 44 000 Arbitrage : Szymon Marciniak |